# フェルナンド・レオン・ボワシエ
フェルナンド・レオン・ボワシエ（Fernando León Boissier、1966年5月28日 - ）は、スペイン・ラス・パルマス・デ・グラン・カナリア出身の男子セーリング競技選手。

## 経歴
大西洋に面したカナリア諸島のラス・パルマス・デ・グラン・カナリア出身。1996年アトランタオリンピックのセーリング競技ではホセ・ルイス・バリェステルと組んだトーネード級で金メダルを獲得した。